# محمد رضوان (بازیکن هاکی روی چمن، زاده ۱۹۸۹)
محمد رضوان (انگلیسی: Muhammad Rizwan Sr.؛ زادهٔ ۳۱ دسامبر ۱۹۸۹) بازیکن هاکی روی چمن اهل پاکستان است.